# Calle Larga
Calle Larga is een gemeente in de Chileense provincie Los Andes in de regio Valparaíso. Calle Larga telde 14.832 inwoners in 2017 en heeft een oppervlakte van 322 km².
- Virtual International Authority File: 3968153716410058820009